# Bahnhof Dortmund Süd
Der Bahnhof Dortmund Süd ist ein 1963 im Personenverkehr stillgelegter Bahnhof in Dortmund. Er wurde 1874 als „Rheinischer Bahnhof Dortmund (Dortmund RhE)“ und 1876 als „Westfälischer Bahnhof Dortmund (Dortmund KWE)“ als Doppelbahnhof zweier privater Eisenbahngesellschaften in Betrieb genommen. Die Bahnhofsanlagen wurden später zusammengefasst und waren als „Bahnhof Dortmund Süd“ bzw. „Rheinisch-Westfälischer Bahnhof“ neben dem Hauptbahnhof der wichtigste Halt im Dortmunder Stadtgebiet. Zum Bahnhof Dortmund Süd gehörte auch ein Bahnbetriebswerk.

## Geschichte
Da die Strecken der Rheinischen Eisenbahn-Gesellschaft (RhE) und der Königlich-Westfälischen Eisenbahn-Gesellschaft (KWE) nicht an den bestehenden Bahnhof der Köln-Mindener Eisenbahn-Gesellschaft und der Bergisch-Märkischen Eisenbahn-Gesellschaft (den heutigen Dortmunder Hauptbahnhof) angebunden werden konnten, bauten beide Gesellschaften ihre Bahnhöfe südöstlich der Dortmunder Stadtmitte auf einem damals freien Gelände zwischen der Märkischen Straße und der Voßkuhle. Die nördlich gelegenen Bahnanlagen des Bahnhofs Dortmund KWE waren dabei von den südlich gelegenen des Bahnhofs Dortmund RhE – von drei Bahnübergängen abgesehen – vorerst getrennt.
Wenige Monate nach Inbetriebnahme der Bahnstrecke Düsseldorf-Derendorf–Dortmund Süd wurde die RhE 1880 verstaatlicht. Da die KWE von Anfang an in staatlichem Besitz war, gingen alle Bahnanlagen in Dortmund Süd damit in das Eigentum des preußischen Staates über. In den Jahrzehnten bis zum Zweiten Weltkrieg wurde von Dortmund Süd sowohl Güter- als auch Personenverkehr abgewickelt, unter anderem mit direkten Verbindungen nach Berlin, Leipzig und Dresden über die östliche Strecke der ehemaligen KWE.
1926 wurde im Rahmen eines Ausbaus des Bahnbetriebswerkes der bis heute erhaltene markante Wasserturm des Dortmunder Südbahnhofs errichtet.
In den Kriegsjahren 1939–1945 wurden viele Sonderzüge im Rahmen der so genannten „Kinderlandverschickung“ abgefertigt.
Auch die Deportation deutscher Juden aus Dortmund und zum Beispiel anderen Teilen des Regierungsbezirks Arnsberg in Ghettos und Vernichtungslager erfolgte über den Dortmunder Südbahnhof. Eine Gedenktafel am Wasserturm erinnert heute daran.
Als Sammellager diente die Turnhalle des Sportvereins Eintracht Dortmund (heute etwa am Sitz der Continental-Versicherung).
Am 12. März 1945 wurde der Südbahnhof durch einen der größten britischen Luftangriffe auf Dortmund vollständig zerstört. Der provisorische Bahnbetrieb wurde zwar kurz darauf wieder aufgenommen, konnte aber nie an das Verkehrsaufkommen der Vorkriegszeit anknüpfen. 1957 wurde die Anbindung der Strecke nach Herdecke und Hagen stillgelegt, diese Strecke mündet seither über eine kurze Verbindungskurve an der Westfalenhalle vorbei in die Strecke der ehemaligen Bergisch-Märkischen Eisenbahn zum Dortmunder Hauptbahnhof. Mit dem Kursbuch 1963 verschwand die Station Dortmund Süd endgültig aus den Fahrplänen.
Für den Personenverkehr wiederbelebt wurde die Bahnstrecke durch die südliche Dortmunder Innenstadt in den 1960er Jahren mit dem Vorlaufbetrieb der heutigen S-Bahn-Linie S 4 von Unna nach Lütgendortmund. An die Stelle des Südbahnhofs trat der westlich und verkehrsgünstiger zur Innenstadt gelegene Haltepunkt Dortmund Stadthaus, welcher heute auch eine Anbindung an das Stadtbahnnetz Dortmunds bietet.

Bahnhof Dortmund Süd um 1900, Ansicht von der Straße Heiliger Weg
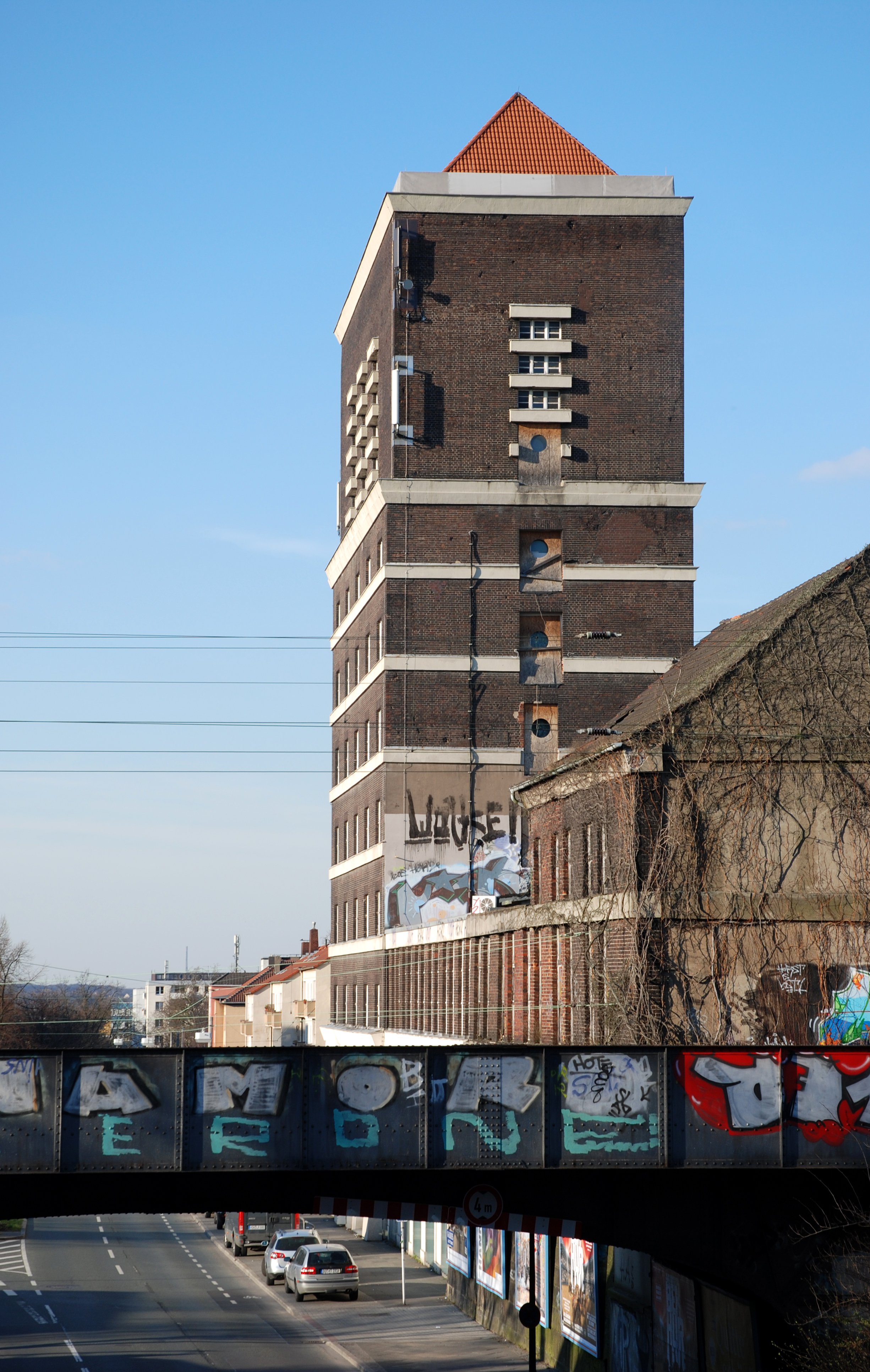
Wasserturm des Dortmunder Südbahnhofs
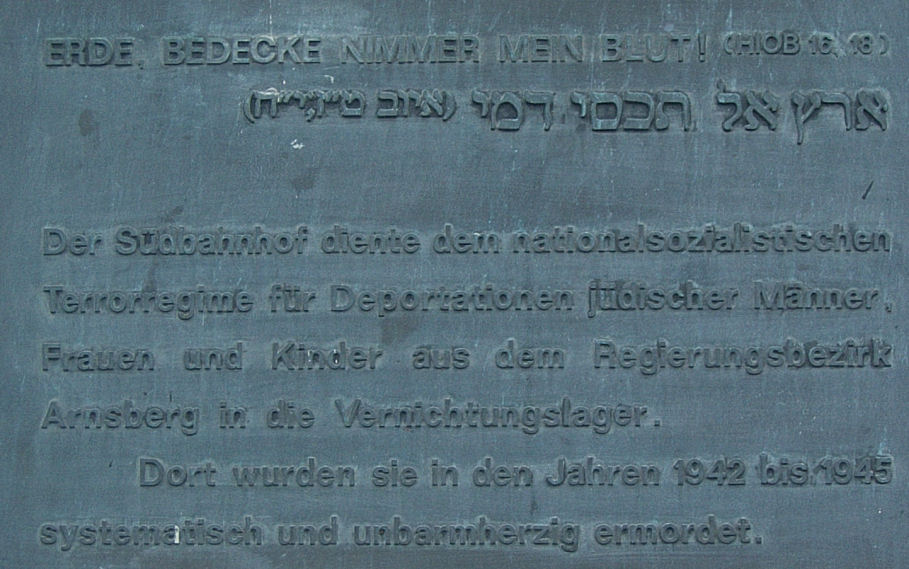
Gedenktafel am Wasserturm des Dortmunder Südbahnhofs

Im Güterverkehr weiter genutzt, sind die meisten Gleise aber inzwischen entfernt worden. 2019 ist nur ein Ausweichgleis vorhanden.
Heute erinnern nur der restaurierte Wasserturm und die baulichen Überreste der Ringlokschuppen östlich des Heiligen Wegs sowie die überwucherten ungenutzten Treppenaufgänge an der Westseite der Straße zwischen den Eisenbahnbrücken an diesen Bahnhof.

## Zukunft

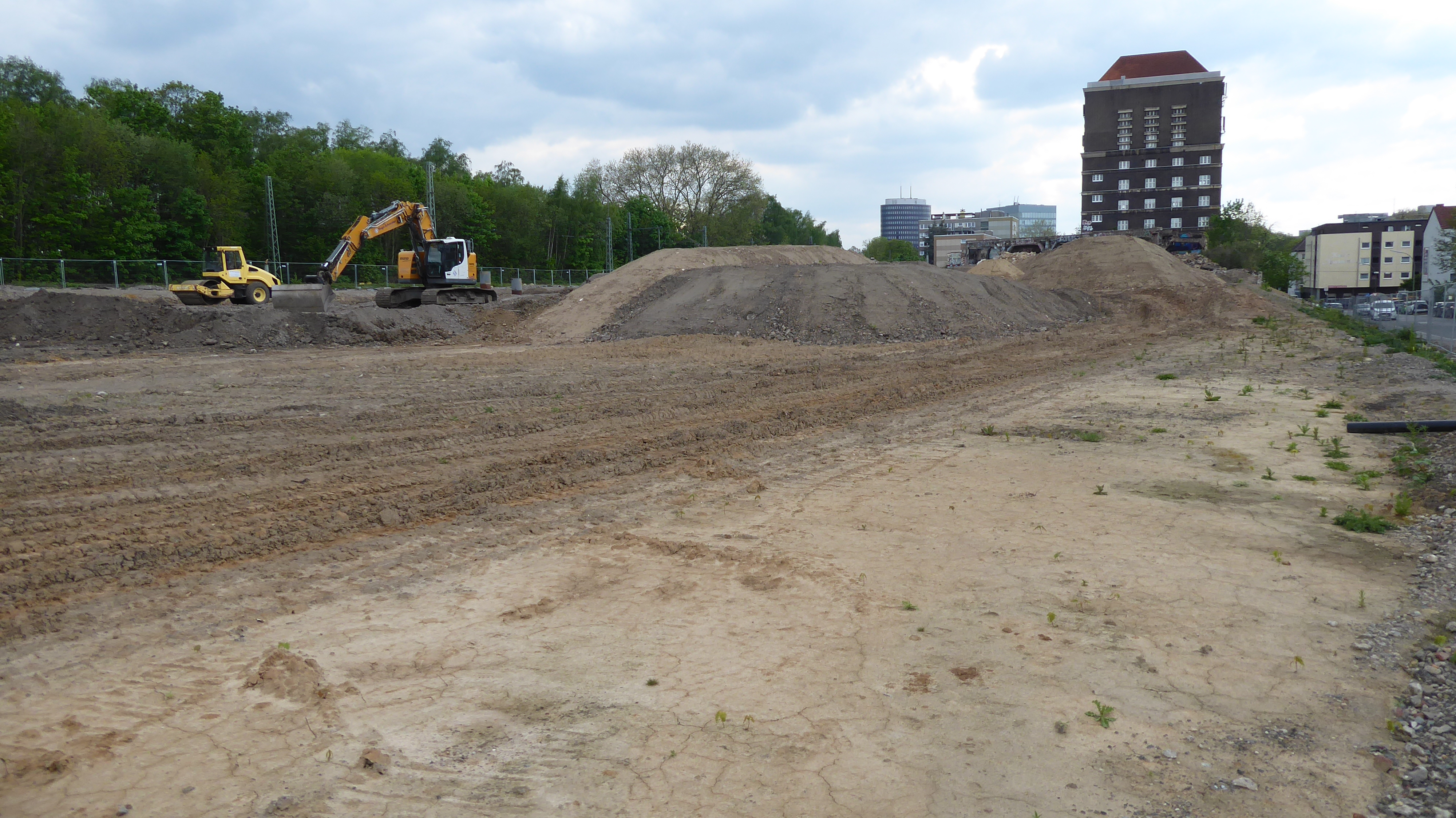
Baustelle Kronprinzenviertel (Mai 2021)

Der Standort des ehemaligen Bahnhofs soll in der Zukunft umgenutzt werden. Der Bauträger Beta Eigenheim kaufte das rund 105.000 Quadratmeter große Grundstück des ehemaligen Güterbahnhofs Dortmund-Süd Ende 2014 vom Immobilienentwickler Aurelis. Auf diesem Gelände entlang der Kronprinzenstraße wird in den nächsten Jahren ein neues Stadtquartier entstehen. Der Bebauungsplan wurde am 6. September 2019 rechtskräftig. Das so genannte Kronprinzenviertel mit rund 680 neuen Wohneinheiten entsteht in direkter Nachbarschaft der Kaiserstraße. Dabei werden 118 Wohneinheiten aus dem frei finanzierten Mehrfamilienhaussegment und 124 Wohneinheiten aus dem öffentlich geförderten Mehrfamilienhaussegment schlüsselfertig errichtet und an den Wohnungsanbieter Vivawest übergeben.
Im Rahmen von Überlegungen zur Verbesserung der Erschließung der östlichen Innenstadt mit öffentlichen Verkehrsmitteln wurde bereits im Jahre 2004 erwogen, einen neuen Haltepunkt Dortmund-Kronprinzenstraße im östlichen Teil des ehemaligen Bahnhofs zu errichten, welcher von der S-Bahnlinie S 4 bedient werden soll. Konkrete Planungen oder eine endgültige Entscheidung sind (Stand 2022) noch nicht absehbar. Die Fraktion der Partei Bündnis 90/Die Grünen im Ruhrparlament hat die Idee in ihrem Konzept zu einem verbesserten S-Bahn-Netz im Ruhrgebiet wieder aufgenommen.